# Chiesa di San Germano (Val Liona)
La chiesa di San Germano è la parrocchiale di San Germano dei Berici, frazione del comune sparso di Val Liona, in provincia e diocesi di Vicenza; fa parte del vicariato di Lonigo.

## Storia

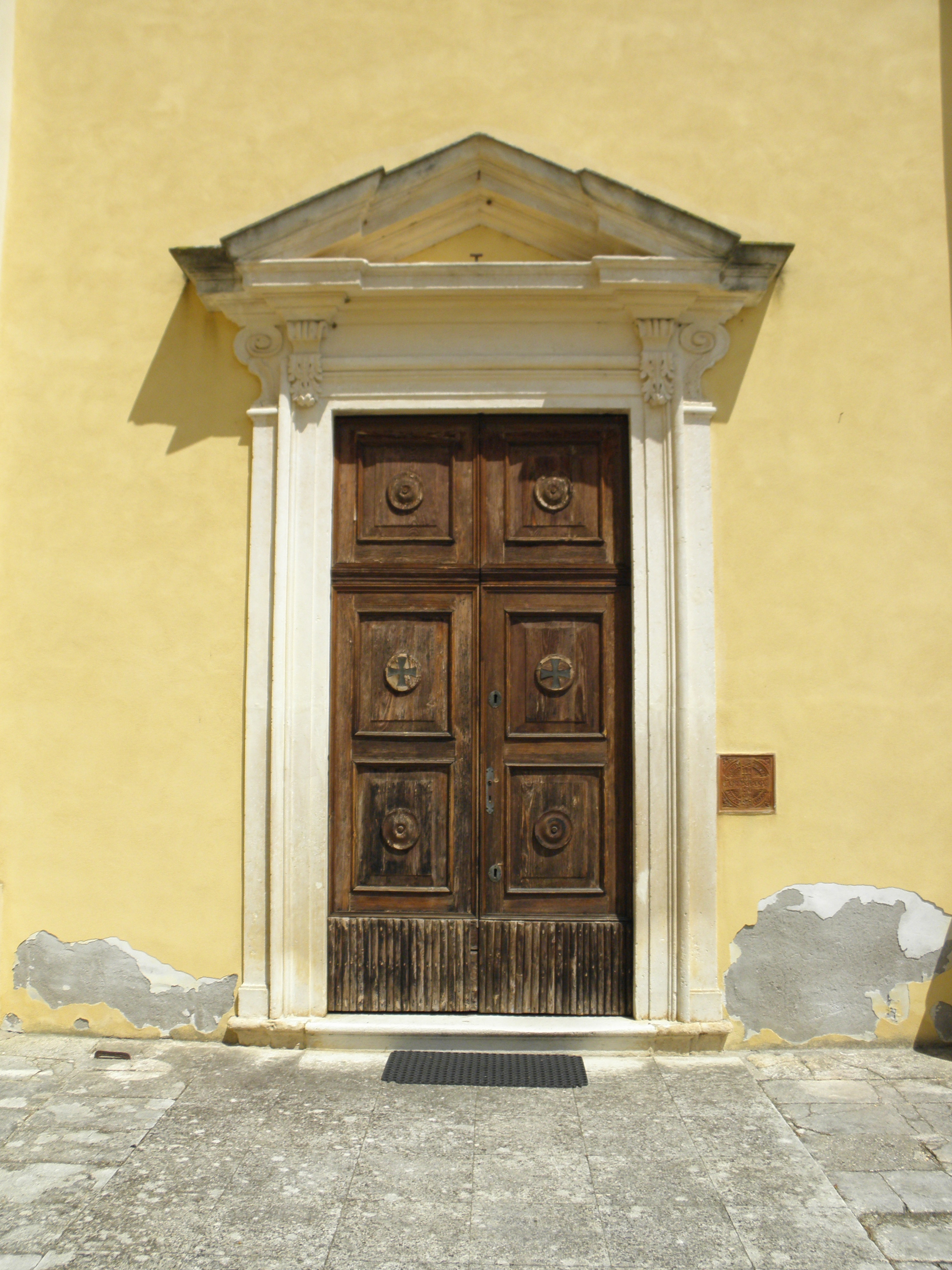
Il portale

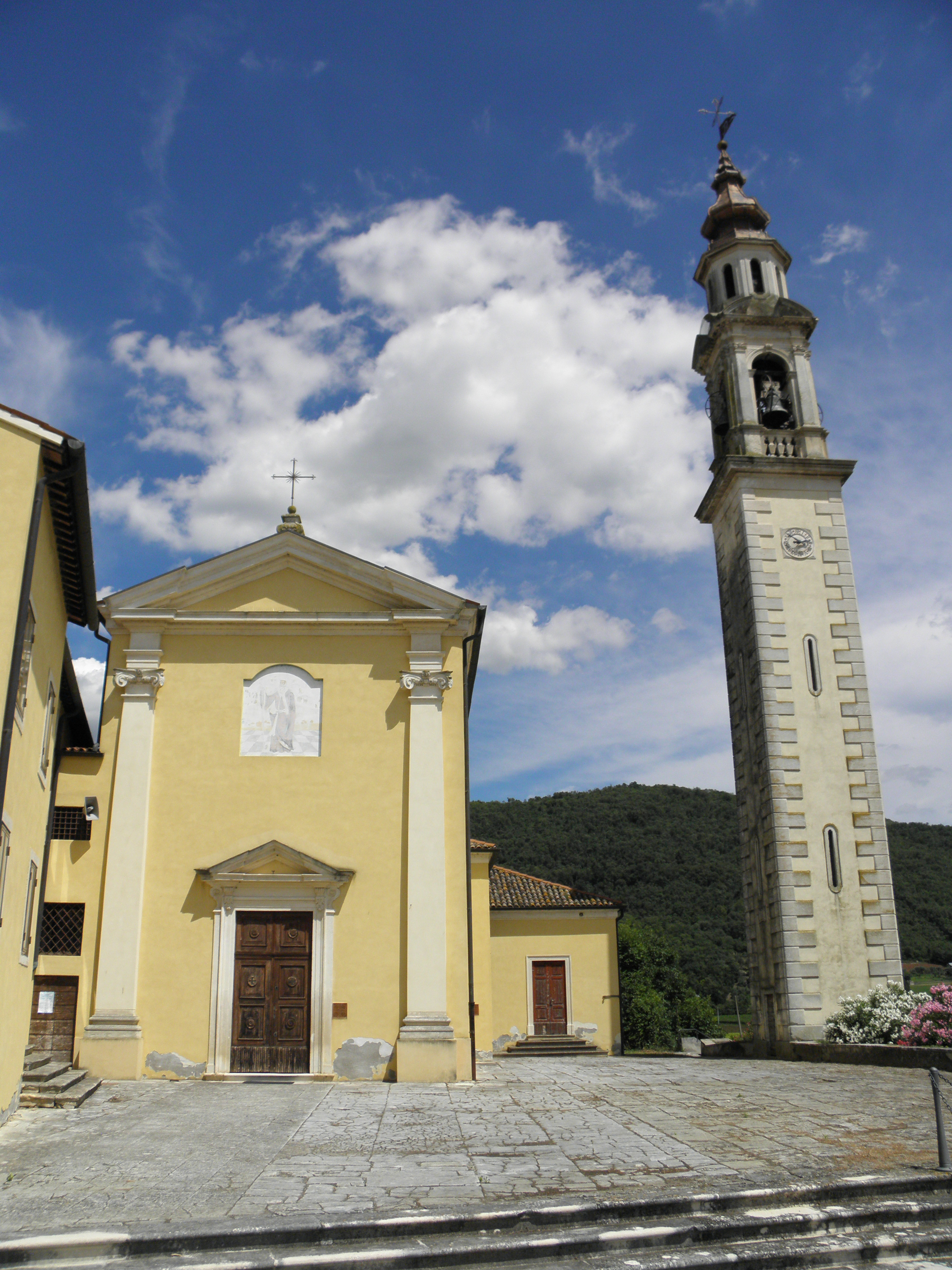
La chiesa con il campanile

La primitiva chiesa di San Germano dei Berici, citata per la prima volta nel 1265, era filiale della pieve di Barbarano Vicentino e divenne parrocchiale nel XIII secolo.
L'attuale parrocchiale fu edificata nel XVIII secolo, per poi essere consacrata il 7 settembre 1747.
Il campanile venne eretto nel 1757, come testimoniato da una lapide posta sulla porticina.
Nel 1869 furono realizzate le decorazioni dell'interno e la chiesa subì un ampliamento nel 1925 e un restauro nel 1933.

## Descrizione

### Esterno
La facciata a capanna della chiesa presenta il portale caratterizzato da un piccolo timpano e, sopra di esso, un affresco; ai lati sono poste due lesene di ordine ionico sopra le quali vi è il timpano di forma triangolare.

### Interno
L'interno è ad un'unica navata con volta a botte ed è abbellito da lesene ed archi che sorreggono il fregio caratterizzato da triglifi e la cornice ad ovuli; l'aula termina con il presbiterio rialzato di tre gradini.
L'opera di maggior pregio qui conservata è una pala settecentesca eseguita da Giovanni Battista Pittoni.